# William Kirschbaum
William Kirschbaum, född 5 november 1902 i Fort Williams, död 29 april 1953 i San Mateo, var en amerikansk simmare.
Kirschbaum blev olympisk bronsmedaljör på 200 meter bröstsim vid sommarspelen 1924 i Paris.